# Giambattista De Curtis
Giambattista De Curtis född Giovanni Battista De Curtis 20 juli 1860 i Neapel död 15 januari 1926 i Neapel, italiensk sångtextförfattare, poet och målare. Han var bror till kompositören Ernesto De Curtis.